# Бардась Артем Володимирович
Бардась Артем Володимирович (нар. 22 березня 1977, м. Дніпропетровськ, Україна) — директор навчально-наукового інституту економіки Національного технічного університету «Дніпровська політехніка», доктор економічних наук, професор. Сфера наукових інтересів: економіка природокористування, менеджмент, проєктний менеджмент, міжнародний менеджмент.

## Біографія
Народився у місті Дніпро у 1977 році. Закінчив Рівненський державний технічний університет (зараз — НУВГП) у 1999 році. У 2000—2003 роках навчався в очній аспірантурі Національного гірничого університету. Захистив кандидатську дисертацію у 2004 році за спеціальністю 08.00.04 — економіка, організація та управління підприємствами. У 2011 році захистив докторську дисертацію за спеціальністю 08.00.06 — економіка природокористування та охорони навколишнього середовища. У 2010—2015 роках, 2015-2020 роках працював на посаді декану факультету менеджменту НТУ "Дніпровська політехніка". З 2020 року працює на посаді директора навчально-наукового інституту економіки Дніпровської політехніки. 
У 2010 році за рейтингом українського журналу «Фокус» потрапив до ТОП-10 найкращих викладачів вищих навчальних закладів України. Член науково-методичної підкомісії Міністерства освіти і науки України зі спеціальності 073 «Менеджмент» у 2015-2018 роках, згідно з наказом МОН України № 375 від № 06.04.16 року[джерело?]https://osvita.ua/legislation/Vishya_osvita/50993/ [Архівовано 21 грудня 2019 у Wayback Machine.]. Експерт Атестаційної комісії Міністерства освіти і науки України з питань економіки та секторального розвитку у 2015-2022 роках[джерело?]. Автор 60 наукових публікацій, співавтор навчальних посібників «Менеджмент», «Міжнародний менеджмент та логістика».https://scholar.google.com/citations?user=A2KY-fsAAAAJ&hl=uk
У 2019 році брав участь у конференції Британської Ради Going Global 2019, що проводилася у м. Берлін, Німеччина, як співорганізатор панельної дискусії “English medium instruction in HE: instructional asset or liability”. У складі української делегації брав участь 16-17 жовтня 2019 року у конференції Британської Ради у м.Ташкент (Узбекистан) "The Role of the English Language in Higher Education and its Impact on Graduate Employability".
Член громадської організації "Інноваційний університет".
Голова Галузевої експертної ради 07 "Управління та адміністрування" Національного агентства забезпечення якості вищої освіти з 2019 року. 

## Публікації
- МОДИФИЦИРОВАННАЯ ОЦЕНКА КОНКУРЕНТОСПОСОБНОСТИ ПРЕДПРИЯТИЯ ПО ДОБЫЧЕ ЗАПАСОВ [Архівовано 10 червня 2020 у Wayback Machine.]
- ОСОБЕННОСТИ ЛИКВИДАЦИИ УГОЛЬНЫХ ШАХТ В СТАРОПРОМЫШЛЕННЫХ РЕГИОНАХ [Архівовано 8 червня 2020 у Wayback Machine.]
- ФОРМИРОВАНИЕ ЭНТРОПИЙНЫХ ПОТОКОВ В ПРОЦЕССЕ ДОБЫЧИ И ПЕРЕРАБОТКИ УГЛЯ [Архівовано 24 березня 2020 у Wayback Machine.]
- Бардась А. В., Бабець Д. В. Побудова прогностичної моделі оцінки впливу природного середовища шахти на економічні показники [Архівовано 25 березня 2022 у Wayback Machine.] //Економічний вісник Національного гірничого університету. — 2009. — №. 3. — С. 88-96.
- [Архівовано 25 березня 2018 у Wayback Machine.] ЕКОНОМІЧНІ МЕЖІ ДОЦІЛЬНОСТІ РОЗМІЩЕННЯ ПОРОДИ У ВИРОБКАХ, ЩО ПОГАШАЮТЬСЯ
- https://scholar.google.com/citations?user=A2KY-fsAAAAJ&hl=uk